# 德夫莱特·格莱

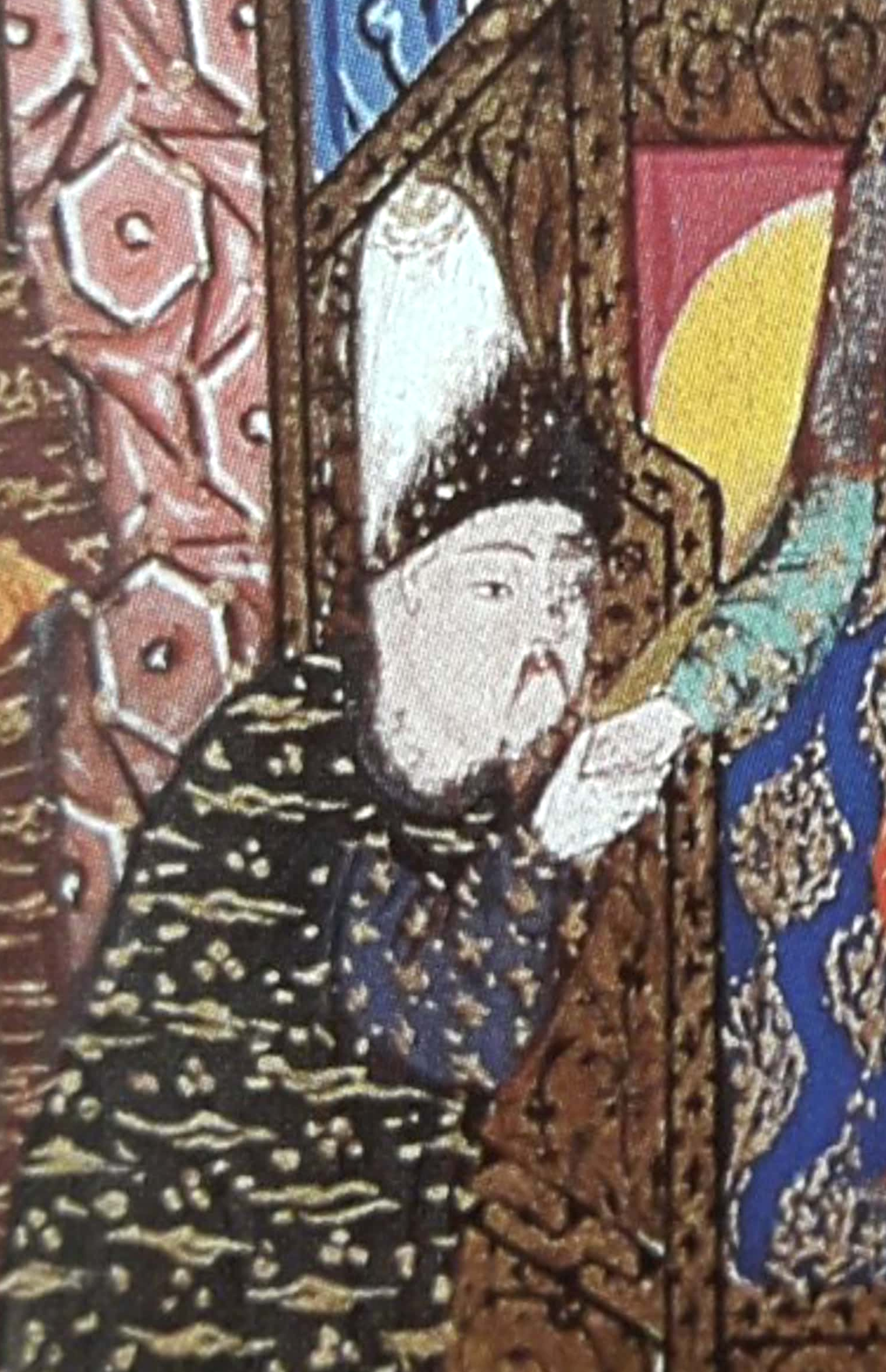
16世纪土耳其的德夫莱特·格莱画像

德夫莱特·格莱(克里米亞韃靼語： ۱دولت كراى（I Devlet Geray），تخت آلغان دولت كراى（Taht Alğan Devlet Geray），1512年—1577年），克里米亚汗国可汗。是一位长时间执政的可汗(1551年-1577年)。前任是沙希布·格来，长期与莫斯科公国敌对。他自己住在伊斯坦布尔，为土耳其苏里曼大帝服务。他在1551年回汗国即位。
在塞利姆二世时期，俄国在西伯利亚与中亚压迫当地突厥人。土耳其人决定掘开一条伏尔加河至顿河的运河。德夫莱特提供鞑靼军人支持土耳其，他也提议进攻莫斯科。他1555及1571年出兵，1571年焚毁了莫斯科，但是在1572年在战争中失利。
他出军多数是想恢复喀山汗国与阿斯特拉罕汗国，但是因莫斯科强大起来而无结果。但仍然對住在邊界的俄羅斯人勒索毛皮歲幣。
在1577年6月25日，他死於鼠疫。他被安葬在巴赫奇薩賴。
德夫莱特·格莱因击败俄罗斯，毁灭莫斯科，被称作“塔赫特·阿里甘”，意为“摘下皇冠的人”。